# 渡部優衣
渡部 優衣（わたなべ ゆい、1988年12月4日 - ）は、日本の女性声優、タレント、歌手。ケンユウオフィス所属。大阪府箕面市出身。

## 経歴
2～3歳の頃から、演歌好きな祖母の行きつけのスナックに連れて行かれ、皆の前で祖母の好きな『一円玉の旅がらす』など色々演歌を歌っていた。その経験を通し、歌うことを好きになっていった。地域のカラオケ大会で歌ったり、小学生の頃には友人と一緒にSPEED、モーニング娘。の歌真似をして、子ども会で披露していた。当時一番憧れていた人物は後藤真希で、駄菓子屋でブロマイドが入っているくじを引いていた。また、他にもSPEEDのプリクラサイズのシールを集めてシール帳に貼るなどしていたという。
同時に幼稚園、小学校の頃から、暇があったらアニメを観ているくらいアニメが好きな子供であり、よく観ていたのは『美少女戦士セーラームーン』、『幽☆遊☆白書』、『花より男子』。目立つことが好きで、中学時代には学級委員、高校時代には生徒会の副会長を務めた。
高校時代の頃にボイスニュータイプの声優オーディションツアーで「JTB賞」を獲得。
高校卒業後、すぐに上京することができず、1年間でアルバイトを3つかけ持ちして必死に貯金に勤しんだ。過労のためか2度倒れ、一度は救急車で運ばれることもあった。19歳の春、上京資金が貯まって、2008年、JTBエンタテインメントアカデミー入所（東京校第2期）。2009年8月、女性アイドルユニット「星のオトメ歌劇団」に加入。
2010年4月、養成所卒業を経てJTBエンタテインメントに所属。同年10月28日に発表された東京スカイツリー公式キャラクター「ソラカラちゃん」の声の担当に決定。また、同月より開始のテレビ番組『方言彼女。』シリーズに大阪弁を話す方言女子役でレギュラー出演。2011年2月16日、シングル「Secret Melody」でCDデビュー。同年6月4日、星のオトメ歌劇団を卒業。
2012年10月、自身が出演したテレビアニメ『てーきゅう』にてアニメ主題歌を初担当。2016年6月8日発売の1stアルバム『FUN FAN VOX』で徳間ジャパンコミュニケーションズよりメジャーデビューした。
2016年8月1日、JTBエンタテインメントからダンデライオンに移籍。
2016年11月15日、出身地の箕面市より箕面市特命大使の任命を受け、「箕面声優大使」の称号を授与される。
2024年10月1日、ダンデライオンからケンユウオフィスに移籍。

## 人物
地元のプロ野球チームである阪神タイガースのファンであり、趣味の一つに「阪神タイガースの打順を考えること」と挙げるほど。また、『アイドルマスター シンデレラガールズ』で諸星きらり役を演じ、大の東京ヤクルトスワローズファンで知られる松嵜麗とは、お互いを「燕!」「阪神!」と呼び合う仲である。かつては大阪近鉄バファローズも応援していた。
特技としてテニス・ドッジボールといった球技を挙げており、特にテニスでは中学・高校硬式テニス北大阪府大会で優勝経験（シングル・ダブルス）もある。
学生時代から運動だけは得意だったため、体育教師になりたいとも思っていた。声優の道が行き詰まる可能性に備えて、「教師の資格があればいいな」「体育教師がいいな、教員免許を取っておこう」と思い至る。だがある時、父から「声優と体育教師、どちらになりたいのか」と問われ、「声優だよ」と答えると、「大学で教師を目指すなら学費も出すし応援もする。ただ、声優を目指すなら援助や応援は一切しない。その覚悟があるなら、声優を目指せ」と伝えられる。また、「このままだと声優も体育教師も中途半端になるぞ」とも指摘された。
同じ事務所だった山口立花子と親しい。
憧れの声優に水樹奈々を挙げており、ラジオ『水樹奈々 スマイルギャング』を初回放送から聴いている。中学生の時に水樹を通して「アニメの声優をしながら、歌の活動を行える」こと、「声優は、歌と演技の両方が出来る」ことに気づき、その後は「私も、こういう存在になりたいな」と思うようになった。当時は、「声優になりたいな」という夢を抱いていたが、それらしい活動をすることはなかった。
高校3年生の時、周囲が進学、就職など進路を決めているなか、渡部は声優を志していた。親や教師たちは反対し進学するよう忠告するが、渡部はそれでも譲らなかった。前述の通り親は声優になることを猛反対していたため、「資金は全部自分で工面する」という条件で納得してもらったという。また、自身が初めて観たライブが大阪厚生年金会館（現オリックス劇場）での水樹のライブであり、その10年後となる2016年に自身も同じオリックス劇場にてライブを行った。因みに、水樹も熱狂的な阪神タイガースファンである。

## 出演
太字はメインキャラクター。

### テレビアニメ
2011年
- 30歳の保健体育（マカロン）
- 輪るピングドラム（伊空ヒバリ）

2012年
- GON -ゴン-（ウサギ）
- てーきゅう（2012年 - 2017年、押本ユリ） - 9シリーズ

2013年
- 血液型くん!
- 世界でいちばん強くなりたい!（沙里菜）
- ヤマノススメ（登山客A）

2014年
- ガールフレンド（仮）（上条るい）
- 地下すぎアイドル あかえちゃん（あかえちゃん）
- 未確認で進行形（夜ノ森茜）

2015年
- 高宮なすのです！ 〜てーきゅうスピンオフ〜（押本ユリ）
- にゅるにゅる!!KAKUSENくん 2期（ニュルにゃん、草刈草雄）
- プリパラ（2015年 - 2017年、白玉みかん） - 2シリーズ
- ミリオンドール（もも菜、老婆）
- ゆるゆり さん☆ハイ!（南野つばさ）
- WASIMO（りん子、通行人、客、カタツムリ、こども 他）

2016年
- うさかめ（押本ユリ）
- この美術部には問題がある!（アナウンス）
- リルリルフェアリル （2016年 - 2018年、ゆらら、カブト、クワ、ダケ、みるる 他） - 3シリーズ
- ろんぐらいだぁす!（倉田恵美）

2017年
- アイドルタイムプリパラ（2017年 - 2018年、たま代、白玉みかん）

2018年
- ころがし屋のプン（テントウムシ）
- ウマ娘 プリティーダービー（2018年 - 2021年、ウイニングチケット） - 2シリーズ

2019年
- 八月のシンデレラナイン（新田美奈子）
- KING OF PRISM -Shiny Seven Stars-（トラチ）

2020年
- うまよん（ウイニングチケット）

2023年
- アイドルマスター ミリオンライブ！（横山奈緒）

2025年
- この会社に好きな人がいます（早川同級生）
- クレヨンしんちゃん（ニャッコりん）

### 劇場アニメ
- THE IDOLM@STER MOVIE 輝きの向こう側へ!（2014年、横山奈緒[35]）
- とびだすプリパラ み〜んなでめざせ!アイドル☆グランプリ（2015年、白玉みかん[36]）
- 映画プリパラ み〜んなのあこがれ♪レッツゴー☆プリパリ（2016年、白玉みかん[37]）
- 劇場版 プリパラ&キラッとプリ☆チャン 〜きらきらメモリアルライブ〜（2018年、白玉みかん）
- KING OF PRISM ALL STARS -プリズムショー☆ベストテン-（2020年、トラチ）
- RE:cycle of the PENGUINDRUM（2022年、伊空ヒバリ） - 前後編[一覧 1]
- アイカツ!×プリパラ THE MOVIE -出会いのキセキ!-（2025年、白玉みかん[38]）

### OVA
- スペランカー先生（2011年、渡部）
- てーきゅう（2013年 - 2017年、押本ユリ） - 7シリーズ[一覧 2]
- ウマ娘 プリティーダービー BNWの誓い（2018年、ウイニングチケット）
- コードギアス 奪還のロゼ（2024年、ソキア・シェルパ）

### Webアニメ
- アイドルランドプリパラ（2021年 - 2022年、白玉みかん、クラスメイトC）
- うまゆる（2022年、ウイニングチケット）

### ゲーム
2010年
- スカーレッドライダーゼクス（津賀ユゥジの弟）
- ぱすてるチャイムContinue（ケンタ）

2011年
- 萌えガチャ（上条るい）

2012年
- ガールフレンド（仮）（2012年 - 2023年、上条るい）

2013年
- アイドルマスター ミリオンライブ!（2013年 - 2017年、横山奈緒）

2014年
- アイドルマスター ワンフォーオール（横山奈緒） - DLC追加キャラクター
- 巫女の社（住吉紘華）

2015年
- シューティングガール（B&T APC9 SMG）
- プリパラ（みかん）
- ブレイブソード×ブレイズソウル
- ブレイドクロニクル（ツクヨ）

2017年
- 八月のシンデレラナイン（新田美奈子）
- アイドルマスター ミリオンライブ! シアターデイズ（2017年 - 2024年、横山奈緒）

2018年
- プリパラ オールアイドルパーフェクトステージ!（白玉みかん）
- ウチの姫さまがいちばんカワイイ（クシナダ）
- グランクレスト戦記 戦乱の四重奏（ニーナ・ニキータヴナ ・ニキーチナ）
- スパークガンナー (ペトロ)
- ORDINAL STRATA -オーディナル ストラータ-（ハウラ）

2019年
- スーパーロボット大戦X-Ω（ソキア・シェルパ）
- アルカ・ラスト 終わる世界と歌姫の果実（ブリッタ）
- クイズRPG 魔法使いと黒猫のウィズ（根津ちゆう）

2021年
- ウマ娘 プリティーダービー（2021年 - 2024年、ウイニングチケット）

2023年
- アイドルランドプリパラ（白玉みかん）

2024年
- コードギアス 反逆のルルーシュ ロストストーリーズ（ソキア・シェルパ）

### ドラマCD
- てーきゅう（2012年 - 2013年、押本ユリ） - 3作品[一覧 3]
- PERFECT IDOL THE MOVIE（2014年、横山奈緒）
- アイドルマスター ミリオンライブ！ シリーズ（2015年 - 、横山奈緒[48]）
- ろんぐらいだぁす!（2016年、倉田恵美） - コミックス第7巻特装版 サウンドドラマ[49]
- ミリオンドール 第6巻付属ドラマCD「ミリオンドールnextbeat」（2020年、もも菜）
- トレインカルテット（2020年、住ノ江京子）[50]

### 吹き替え

#### 映画
- チャイニーズ・フェアリー・ストーリー（2012年、雪蓮〈シュエリエン〉）

#### アニメ
- レゴ チーマ 〜アニマル戦士たちの伝説〜（2013年、ラバル）
- キラキラ キャッチ!ティニピン (2024年、ペアピン[51])
- シークレット キャッチ!ティニピン(2025年、ワワピン[52])

### 映像商品
- U・N・M・E・I ライブ 初回限定盤特典BD
- THE IDOLM@STER M@STERS OF IDOL WORLD!!2014[53]
- THE IDOLM@STER MILLION LIVE! 1stLIVE HAPPY☆PERFORM@NCE!! Blu-ray Day1（2014年）[54]
- THE IDOLM@STER MILLION LIVE! 2ndLIVE ENJOY H@RMONY!! Live Blu-ray（2015年）[55]
- THE IDOLM@STER M@STER OF IDOL WORLD!!2015 Live Blu-ray（2016年）[56]
- THE IDOLM@STER MILLION LIVE! 3rdLIVE TOUR BELIEVE MY DRE@M!! LIVE Blu-ray （2016年）[57][58][59][60][61]
- THE IDOLM@STER MILLION LIVE! 4thLIVE TH@NK YOU for SMILE! LIVE Blu-ray DAY1/DAY3（2018年）[62][63][64]
- Animelo Summer Live 2017 -THE CARD- 8.26（2018年、アイドルマスターミリオンスターズとして出演）[65]
- THE IDOLM@STER 765 MILLIONSTARS HOTCHPOTCH FESTIV@L!! LIVE Blu-ray DAY1（2018年）[66][67]
- THE IDOLM@STER MILLION LIVE! 5thLIVE BRAND NEW PERFORM@NCE!!! LIVE Blu-ray DAY2（2019年）[68]
- THE IDOLM@STER MILLION LIVE! 6thLIVE TOUR UNI-ON@IR!!!! LIVE Blu-ray（2020年）[69][70]
- バンダイナムコエンターテインメントフェスティバル 2days LIVE Blu-ray（2020年、アイドルマスター 765ミリオンスターズ、アイドルマスター ミリオンライブ！(閃光☆HANABI団)として出演）[71]
- THE IDOLM@STER MILLION LIVE! 7thLIVE Q@MP FLYER!!! Reburn LIVE Blu-ray DAY1（2022年）[72][73][74]
- ウマ娘 プリティーダービー 3rd EVENT　WINNING DREAM STAGE Blu-ray（2022年）[75]
- THE IDOLM＠STER MILLION LIVE! 8thLIVE Twelw@ve LIVE Blu-ray DAY2（2022年）[76][77]
- THE IDOLM@STER M@STERS OF IDOL WORLD!!!!! 2023 Blu-ray PERFECT BOX!!!!!（2023年）[78]
- THE IDOLM@STER MILLION LIVE! 9thLIVE ChoruSp@rkle!! LIVE Blu-ray DAY1（2024年）[79][80]

### ラジオ
※はインターネット配信。
- 楠田亜衣奈・渡部優衣の気分上等↑↑（2014年 - 、超!A&G+※・ニコニコチャンネル※）[81]
- れい&ゆいの文化放送ホームランラジオ!（2015年 - 2020年、超!A&G+※・ニコニコ生放送※）[82]
- 渡部優衣の虎視豚々（2016年 - 、ニコニコ生放送※・WALLOP※）
- れい&ゆいのホームランラジオ!（2020年 - 、ニコニコ生放送※・YouTube※）

### ラジオドラマ
- バニラフレーバーの恋（2010年4月 - 2011年3月、NTTドコモおサイフケータイ） - 渡部優衣 役

### テレビ番組
- アイ活!!（2009年 - 2012年、Music Japan TV）ナレーション
- News!371〜声優（2009 - 2010年、エンタ!371）リポーター
- GirlsNews〜声優（2010年 - 、エンタ!371）リポーター
- 方言彼女。（2010年10月- 12月、東名阪ネット6 ）
- 方言彼女。2（2011年4月 - 6月、東名阪ネット6）
- 全力坂（テレビ朝日、2011年12月19日）
- 方言彼女。0（2012年10月、東名阪ネット6）
- 渡部優衣のご覧のとおりトラキチです（2013年、WALLOP※）
- 渡部優衣のご覧の通りトラズキ❤です！（2014年 - 2016年、WALLOP※）
- 超特急のふじびじスクール!（2015年1月10日 - 1月24日、フジテレビ）リポーター
- アニメマシテ（2015年6月15日・6月22日、テレビ東京）MC

### インターネット番組
- ゆぃすとりーむ（2011年12月26日 - 2012年、Ustream）
- アイドル夜の読書会（2012年5月16日 - 8月8日、ニコニコ生放送）MC・語り手
- 藤井・渡部のいっちょかめ！（2016年 - 2023年、ニコニコ生放送）
- 川崎競馬スパーキングトークLIVE（2021年 - 、YouTube）不定期出演

### 舞台
- スモーキーバレー〜地図にない村〜（2007年4月）クリス 役
- 友情〜秋桜のバラードFriendship〜（2008年9月）浅野直美 役
- 星のオトメ歌劇団
  - 「桜の下のトリックスター」（2009年9月） - メグ 役
  - 「聖なる夜のトリックスター」（2009年12月） - メグ 役
  - 「ア・ナ・サ・ギ」（2010年8月） - シズル 役
  - 「The Song of Songs」（2010年12月）
  - 「NO RAIN NO RAINBOW」（2011年、シアターモリエール）
- 2011リーディングシアターvol.1 1st（2011年1月15日・16日、シアターKASSAI）
- JTBエンタテインメント「J-VOICEプロジェクト」第2回公演 活読劇「真夏の奇跡」（2013年8月3日、板橋区立文化会館 小ホール） - 高嶋美樹 役
- 舞台「ROOKIES」（2021年11月18日 - 23日、東京・シアター1010 / 11月26日 - 28日、大阪・サンケイホールブリーゼ / 11月30日、滋賀・栗東芸術文化会館さきら） - 藤田カオル 役[83]
- 星降る街 2024（2024年7月7日、大手町三井ホール）[84]
- 『アイディール・セミナー/Final session』(2025年6月4日-8日、こくみん共済 coop ホール/スペース・ゼロ）-大黒叶 役[85]

### 映画
- カンナさん大成功です！（2009年、男子園児2の声）

### パチンコ・パチスロ
- Pフィーバー アイドルマスター ミリオンライブ!（2021年、横山奈緒[86]）
- パチスロ アイドルマスター ミリオンライブ!（2021年、横山奈緒[87]）
- Pガールフレンド（仮）（2021年、上条るい）

### その他コンテンツ
- ソラカラちゃん（2010年 - 、東京スカイツリー公式キャラクター）

## ディスコグラフィ

### シングル
|                                  | 発売日         | タイトル          | 規格品番      | 規格品番      | オリコン最高位 |
| 初回限定盤                       | 発売日         | タイトル          | 通常盤        |               | オリコン最高位 |
| PASSY RECORDS                    | PASSY RECORDS  | PASSY RECORDS     | PASSY RECORDS | PASSY RECORDS | PASSY RECORDS  |
| -------------------------------- | -------------- | ----------------- | ------------- | ------------- | -------------- |
| 1st                              | 2011年2月16日  | Secret Melody     |               | PASY-0005     | 189位          |
| 2nd                              | 2011年6月8日   | happy*smile*angel |               | PASY-0008     |                |
| 3rd                              | 2011年10月12日 | 絆                |               | PASY-0009     |                |
| 4th                              | 2012年5月30日  | DREAM☆TRAVELER    |               | PASY-0010     |                |
| 徳間ジャパンコミュニケーションズ |                |                   |               |               |                |
| 1st                              | 2016年11月16日 | 夢のキセキ        | TKCA-74443    | TKCA-74442    | 65位           |
| 2nd                              | 2017年5月24日  | スペアミント      | TKCA-74506    | TKCA-74507    | 61位           |

### アルバム
|            | 発売日        | タイトル      | 規格品番   | 規格品番   | オリコン最高位 |
| 初回限定盤 | 発売日        | タイトル      | 通常盤     |            | オリコン最高位 |
| ---------- | ------------- | ------------- | ---------- | ---------- | -------------- |
| 1st        | 2016年6月8日  | FUN FAN VOX   | TKCA-74371 | TKCA-74375 | 25位           |
| 2nd        | 2017年11月1日 | vivid station | TKCA-74591 | TKCA-74592 | 54位           |

### タイアップ曲
| 楽曲                       | タイアップ                                          | 時期   |
| -------------------------- | --------------------------------------------------- | ------ |
| Secret Melody              | ゲーム『Ficon! for Twitter』テーマソング            | 2011年 |
| happy*smile*angel          | TBS系『アッコにおまかせ!』6月度エンディングテーマ   | 2011年 |
| 絆                         | ゲーム『Ficon! 2 for Twitter』イメージソング        | 2011年 |
| 没落貴族のためのてーきゅう | テレビアニメ『てーきゅう』第1期オープニングテーマ   | 2012年 |
| アスナロ                   | テレビ北海道『スイッチン!』10月度エンディングテーマ | 2017年 |

### キャラクターソング
| 発売日         | 商品名                                                                                         | 歌 | 楽曲 | 備考                                                                           |
| -------------- | ---------------------------------------------------------------------------------------------- | --- | --- | ------------------------------------------------------------------------------ |
| 2011年12月21日 | 輪るピングドラム キャラクターソングアルバム「HHH」                                             | トリプルH | 「ROCK OVER JAPAN」 「イカレちまったぜ!!」 「BAD NEWS（黒い予感）」 「魂こがして」 「ダディーズ・シューズ」 「Private Girl」 「HIDE and SEEK」 「朝のかげりの中で」 「灰色の水曜日」 「HEROES〜英雄たち」 | テレビアニメ『輪るピングドラム』関連曲                                         |
| 2013年4月24日  | THE IDOLM@STER LIVE THE@TER PERFORMANCE 01 Thank You!                                          | 765 MILLIONSTARS | 「Thank You!」 | ゲーム『アイドルマスター ミリオンライブ！』テーマソング                        |
| 2013年4月24日  | THE IDOLM@STER LIVE THE@TER PERFORMANCE 01 Thank You!                                          | 765THEATER ALLSTARS | 「Thank You!」 | ゲーム『アイドルマスター ミリオンライブ！』テーマソング                        |
| 2013年6月26日  | THE IDOLM@STER LIVE THE@TER PERFORMANCE 03                                                     | 横山奈緒（渡部優衣） | 「ハッピー☆ラッキー☆ジェットマシーン」 | ゲーム『アイドルマスター ミリオンライブ！』関連曲                              |
| 2013年6月26日  | THE IDOLM@STER LIVE THE@TER PERFORMANCE 03                                                     | 我那覇響（沼倉愛美）、春日未来（山崎はるか）、豊川風花（末柄里恵）、望月杏奈（夏川椎菜）、横山奈緒（渡部優衣） | 「PRETTY DREAMER」 | ゲーム『アイドルマスター ミリオンライブ！』関連曲                              |
| 2014年3月19日  | 地下すぎてアンダーグラウンド                                                                   | 地下すぎプリンセス | 「地下すぎてアンダーグラウンド」 | テレビアニメ『地下すぎアイドル あかえちゃん』エンディングテーマ                |
| 2014年3月19日  | 恋のネイキッドダンス                                                                           | 地下すぎプリンセス | 「恋のネイキッドダンス」 | テレビアニメ『地下すぎアイドル あかえちゃん』エンディングテーマ                |
| 2014年4月16日  | 無情なる挑戦状                                                                                 | 地下すぎプリンセス | 「無情なる挑戦状」 | テレビアニメ『地下すぎアイドル あかえちゃん』関連曲                            |
| 2014年5月21日  | ムーンライト・ラビリンス                                                                       | 地下すぎプリンセス | 「ムーンライト・ラビリンス」 | テレビアニメ『地下すぎアイドル あかえちゃん』エンディングテーマ                |
| 2014年5月21日  | 青春ラプソディ                                                                                 | 地下すぎプリンセス | 「青春ラプソディ」 | テレビアニメ『地下すぎアイドル あかえちゃん』エンディングテーマ                |
| 2014年5月21日  | 何だっけ!?アイドル                                                                             | 地下すぎプリンセス | 「何だっけ!?アイドル」 | テレビアニメ『地下すぎアイドル あかえちゃん』エンディングテーマ                |
| 2014年5月21日  | 何だっけ!?アイドル                                                                             | 地下すぎプリンセス | 「AMANOJA・く…テレパシー」 | テレビアニメ『地下すぎアイドル あかえちゃん』関連曲                            |
| 2014年11月26日 | THE IDOLM@STER LIVE THE@TER HARMONY 05                                                         | リコッタ | 「HOME, SWEET FRIENDSHIP」 「Welcome!!」 | ゲーム『アイドルマスター ミリオンライブ！』関連曲                              |
| 2014年11月26日 | THE IDOLM@STER LIVE THE@TER HARMONY 05                                                         | 横山奈緒（渡部優衣） | 「Super Lover」 | ゲーム『アイドルマスター ミリオンライブ！』関連曲                              |
| 2015年5月20日  | はじまりは隣の席でした                                                                         | にゅるズ | 「はじまりは隣の席でした」 | テレビアニメ『にゅるにゅる!!KAKUSENくん2期』オープニングテーマ                 |
| 2015年5月20日  | はじまりは隣の席でした                                                                         | にゅるズ | 「全力でアイドルです!!」 | テレビアニメ『にゅるにゅる!!KAKUSENくん2期』エンディングテーマ                 |
| 2015年6月17日  | VOCALIZE／twin cherry                                                                          | テンショウ（楠田亜衣奈）、ツクヨ（渡部優衣） | 「VOCALIZE」 「twin cherry」 | ゲーム『ブレイドクロニクル』関連曲                                             |
| 2015年8月26日  | Dreamin'× Dreamin'!!                                                                           | イトリオ | 「Dreamin'× Dreamin'!!」 | テレビアニメ『ミリオンドール』オープニングテーマ                               |
| 2015年8月26日  | Dreamin'× Dreamin'!!                                                                           | イトリオ | 「Sweet berry, Strawberry♡」 | テレビアニメ『ミリオンドール』挿入歌                                           |
| 2015年8月26日  | プリパラ アイドルソング♪コレクションbyそらマゲドン・み                                         | そらマゲドン・み | 「ラッキー！サプライズ☆バースデイ」 | テレビアニメ『プリパラ』挿入歌                                                 |
| 2015年8月26日  | プリパラ アイドルソング♪コレクションbyそらマゲドン・み                                         | アロマゲドン | 「でび&えん☆Reversible-Ring」 | テレビアニメ『プリパラ』挿入歌                                                 |
| 2015年9月30日  | THE IDOLM@STER LIVE THE@TER DREAMERS 01 Dreaming!                                              | MILLION ALLSTARS | 「Welcome!!」 | ゲーム『アイドルマスター ミリオンライブ！』関連曲                              |
| 2015年11月25日 | レインボウ・メロディー♪                                                                        | プリパラドリーム☆オールスターズ | 「レインボウ・メロディー♪」 | テレビアニメ『プリパラ』エンディングテーマ                                     |
| 2015年12月23日 | プリパラ ドリームソング♪コレクション -AUTUMN-                                                  | コズミックオムライスダ・ヴィンチ | 「オムオムライス」 | テレビアニメ『プリパラ』挿入歌                                                 |
| 2015年12月23日 | プリパラ ドリームソング♪コレクション -AUTUMN-                                                  | 真中らぁら（茜屋日海夏）、ドロシー・ウェスト（澁谷梓希）、白玉みかん（渡部優衣） | 「ぱぴぷぺ☆POLICE!」 | テレビアニメ『プリパラ』挿入歌                                                 |
| 2016年1月27日  | THE IDOLM@STER LIVE THE@TER DREAMERS 05                                                        | 木下ひなた（田村奈央）、四条貴音（原由実）、豊川風花（末柄里恵）、野々原茜（小笠原早紀）、双海亜美（下田麻美）、松田亜利沙（村川梨衣）、三浦あずさ（たかはし智秋）、百瀬莉緒（山口立花子）、横山奈緒（渡部優衣）、ロコ（中村温姫） | 「Dreaming!」 | ゲーム『アイドルマスター ミリオンライブ！』関連曲                              |
| 2016年1月27日  | THE IDOLM@STER LIVE THE@TER DREAMERS 05                                                        | 松田亜利沙（村川梨衣）、横山奈緒（渡部優衣） | 「夜に輝く星座のように」 | ゲーム『アイドルマスター ミリオンライブ！』関連曲                              |
| 2016年1月30日  | THE IDOLM@STER LIVE THE@TER SOLO COLLECTION Vo.03 Dance Edition                                | 横山奈緖（渡部優衣） | 「夜に輝く星座のように」 | ゲーム『アイドルマスター ミリオンライブ！』関連曲                              |
| 2016年2月17日  | ツッパリくんvs関取マン                                                                         | 押本ユリ（渡部優衣）、新庄かなえ（三森すずこ）、高宮なすの（鳴海杏子）、板東まりも（花澤香菜） | 「ツッパリくんvs関取マン」 | テレビアニメ『てーきゅう 7期』オープニングテーマ                               |
| 2016年3月9日   | プリパラ ドリームソング♪コレクション -WINTER-                                                  | セレパラ歌劇団 | 「ホワット・ア・ワンダプリ・ワールド!!」 | テレビアニメ『プリパラ』挿入歌                                                 |
| 2016年6月22日  | プリパラ☆ミュージックコレクション season.2                                                     | ふれんど〜る、セレパラ歌劇団 | 「アラウンド・ザ・プリパランド！」 | テレビアニメ『プリパラ』挿入歌                                                 |
| 2016年6月22日  | プリパラ☆ミュージックコレクション season.2                                                     | ふれんど〜る | 「ドリームパレード」 | テレビアニメ『プリパラ』挿入歌                                                 |
| 2016年9月30日  | 映画プリパラ み〜んなのあこがれ♪レッツゴー☆プリパリ Blu-ray 初回生産限定特装版 特典CD          | プリパラ☆オールアイドル's | 「オールアイドル組曲 プリシャス♪」 | 劇場アニメ『映画プリパラ み〜んなのあこがれ♪レッツゴー☆プリパリ』挿入歌        |
| 2016年12月7日  | THE IDOLM@STER LIVE THE@TER FORWARD 01 Sunshine Rhythm                                         | キャンサー | 「ランニング・ハイッ」 | ゲーム『アイドルマスター ミリオンライブ！』関連曲                              |
| 2016年12月7日  | THE IDOLM@STER LIVE THE@TER FORWARD 01 Sunshine Rhythm                                         | Sunshine Rhythm | 「サンリズム・オーケストラ♪」 | ゲーム『アイドルマスター ミリオンライブ！』関連曲                              |
| 2016年12月23日 | プリパラソング♪コレクション 1stステージ                                                        | Gaarmageddon | 「アメイジング・キャッスル」 | テレビアニメ『プリパラ』挿入歌                                                 |
| 2016年12月25日 | PriPara Music Collection vol.2                                                                 | みかん（渡部優衣） | 「ピュアリ☆スマイリィ」 | ゲーム『プリパラ』関連曲                                                       |
| 2017年3月9日   | THE IDOLM@STER LIVE THE@TER SOLO COLLECTION 04 Sunshine Theater                                | 横山奈緒（渡部優衣） | 「ランニング・ハイッ」 | ゲーム『アイドルマスター ミリオンライブ!』関連曲                               |
| 2017年4月19日  | 劇場版プリパラ み〜んなでかがやけ！キラリン☆スターライブ！ SONG COLLECTION                     | スーパープリパラ☆オールアイドル's | 「ぷりぱら☆ララン」 | 劇場アニメ『劇場版プリパラ み〜んなでかがやけ！キラリン☆スターライブ！』挿入歌 |
| 2017年6月21日  | ガールフレンド（仮） キャラクターソングシリーズ Vol.06                                         | 上条るい（渡部優衣） | 「せいくらべ」 | テレビアニメ『ガールフレンド（仮）』関連曲                                     |
| 2017年6月30日  | プリパラ ULTRA MEGA MIX COLLECTION                                                             | 真中らぁら（茜屋日海夏）、ドロシー・ウェスト（澁谷梓希）、白玉みかん（渡部優衣） | 「ぱぴぷぺ☆POLICE!（80'S Style Remix）」 | テレビアニメ『プリパラ』関連曲                                                 |
| 2017年6月30日  | プリパラ ULTRA MEGA MIX COLLECTION                                                             | アロマゲドン | 「でび&えん☆Reversible-Ring（Happy Trance Remix）」 | テレビアニメ『プリパラ』関連曲                                                 |
| 2017年7月23日  | GAME PriPara Music Collection vol.3                                                            | あろま（牧野由依）、みかん（渡部優衣）、ガァルル（真田アサミ） | 「夏休みまるっと楽しむ計画」 | ゲーム『プリパラ』関連曲                                                       |
| 2017年7月23日  | GAME PriPara Music Collection vol.3                                                            | みかん（渡部優衣） | 「夏休みまるっと楽しむ計画」 | ゲーム『プリパラ』関連曲                                                       |
| 2017年7月26日  | THE IDOLM@STER MILLION THE@TER GENERATION 01 Brand New Theater!                                | 765 MILLION ALLSTARS | 「Brand New Theater!」 | ゲーム『アイドルマスター ミリオンライブ！ シアターデイズ』テーマソング         |
| 2017年7月26日  | THE IDOLM@STER MILLION THE@TER GENERATION 01 Brand New Theater!                                | 765 MILLION ALLSTARS | 「Dreaming!」 | ゲーム『アイドルマスター ミリオンライブ！ シアターデイズ』関連曲               |
| 2017年8月16日  | ドリーム・ファースト・宣誓しょん！                                                             | 押本ユリ（渡部優衣） | 「ドリーム・ファースト・宣誓しょん！」 | テレビアニメ『てーきゅう 9期』オープニングテーマ                               |
| 2017年9月20日  | プリパラ☆ミュージックコレクション season.3                                                     | SoLaMi♡SMILE、Dressing Pafé、NonSugar、Tricolore、Gaarmageddon、UCCHARI BIG-BANGS | 「組曲フォーエバー☆フレンズ〜インターリュード〜「メモリーズ・メドレー」」 「組曲フォーエバー☆フレンズ〜第三楽章〜「My Friend, Dear Friend」 〜第四楽章〜「ウィー・アー・ザ・フレンズ！」」                | テレビアニメ『プリパラ』挿入歌                                                 |
| 2017年12月8日  | プリパラ ULTRA MEGA MIX COLLECTION Vol.2                                                       | ふれんど〜る | 「ドリームパレード（DJ BOSS 90's Pop Techno Remix）」 | テレビアニメ『プリパラ』関連曲                                                 |
| 2017年12月8日  | プリパラ ULTRA MEGA MIX COLLECTION Vol.2                                                       | コズミックオムライスダ・ヴィンチ | 「オムオムライス（DELACTION Remix）」 | テレビアニメ『プリパラ』関連曲                                                 |
| 2017年12月8日  | プリパラ ULTRA MEGA MIX COLLECTION Vol.2                                                       | セレパラ歌劇団 | 「ホワット・ア・ワンダプリ・ワールド!!（Y&Co. Eurobeat Remix）」 | テレビアニメ『プリパラ』関連曲                                                 |
| 2017年12月8日  | プリパラ ULTRA MEGA MIX COLLECTION Vol.2                                                       | ふれんど〜る、セレパラ歌劇団 | 「アラウンド・ザ・プリパランド！（DJ BOSS Cyber Remix）」 | テレビアニメ『プリパラ』関連曲                                                 |
| 2017年12月10日 | GAME PriPara Music Collection vol.4                                                            | あろま（牧野由依）、みかん（渡部優衣）、ふわり（佐藤あずさ）、あじみ（上田麗奈） | 「GoGo!プリパライフ2016」 | ゲーム『プリパラ』関連曲                                                       |
| 2017年12月10日 | GAME PriPara Music Collection vol.4                                                            | みかん（渡部優衣） | 「GoGo!プリパライフ2016」 「ファン！ファン！ウィンター！」 | ゲーム『プリパラ』関連曲                                                       |
| 2017年12月10日 | GAME PriPara Music Collection vol.4                                                            | らぁら（茜屋日海夏）、あろま（牧野由依）、みかん（渡部優衣） | 「ファン！ファン！ウィンター！」 | ゲーム『プリパラ』関連曲                                                       |
| 2018年1月26日  | プリパラ ULTRA MEGA MIX COLLECTION Vol.3                                                       | Gaarmageddon | 「アメイジング・キャッスル（DJ BOSS ULTRA EDM Remix）」 | テレビアニメ『プリパラ』関連曲                                                 |
| 2018年1月26日  | プリパラ ULTRA MEGA MIX COLLECTION Vol.3                                                       | スーパープリパラ☆オールアイドル's | 「ぷりぱら☆ララン（DJ Noriken Hardcore Mix）」 | テレビアニメ『プリパラ』関連曲                                                 |
| 2018年1月31日  | THE IDOLM@STER MILLION THE@TER GENERATION 04 プリンセススターズ                                | プリンセススターズ | 「Brand New Theater!」 | ゲーム『アイドルマスター ミリオンライブ！ シアターデイズ』関連曲               |
| 2018年2月7日   | THE IDOLM@STER MILLION LIVE! M@STER SPARKLE 06                                                 | 横山奈緖（渡部優衣） | 「Home is a coming now!」 | ゲーム『アイドルマスター ミリオンライブ！ シアターデイズ』関連曲               |
| 2018年3月28日  | ポプテピピック ALL TIME BEST                                                                   | ポプ子（牧野由依）、ピピ美（渡部優衣） | 「POPPY PAPPY DAY」 「POPPY PAPPY DAY（Route66 Mix）」 | テレビアニメ『ポプテピピック』エンディングテーマ                               |
| 2018年3月28日  | ポプテピピック ALL TIME BEST                                                                   | ポプ子（牧野由依）、ピピ美（渡部優衣） | 「恋して♡ポプテピピック」 「LET'S POP TOGETHER」 | テレビアニメ『ポプテピピック』挿入歌                                           |
| 2018年3月28日  | ポプテピピック ALL TIME BEST                                                                   | おりこうモンキーズ | 「オリコうんナンバーワン」 「売れたいモンキーズ」 | テレビアニメ『ポプテピピック』挿入歌                                           |
| 2018年4月4日   | THE IDOLM@STER MILLION LIVE! M@STER SPARKLE 08                                                 | 765 MILLION ALLSTARS | 「Brand New Theater!」 | ゲーム『アイドルマスター ミリオンライブ！ シアターデイズ』関連曲               |
| 2018年5月16日  | ウマ娘 プリティーダービー STARTING GATE 11                                                     | ウイニングチケット（渡部優衣）、ナリタタイシン（渡部恵子）、ビワハヤヒデ（近藤唯） | 「うまぴょい伝説」 「春空BLUE」 | ゲーム『ウマ娘 プリティーダービー』関連曲                                      |
| 2018年5月16日  | ウマ娘 プリティーダービー STARTING GATE 11                                                     | ウイニングチケット（渡部優衣） | 「WINNING MELODY」 | ゲーム『ウマ娘 プリティーダービー』関連曲                                      |
| 2018年6月1日   | THE IDOLM@STER LIVE THE@TER SOLO COLLECTION 06 プリンセススターズ                              | 横山奈緒（渡部優衣） | 「Welcome!!」 | ゲーム『アイドルマスター ミリオンライブ！』関連曲                              |
| 2018年7月25日  | THE IDOLM@STER MILLION THE@TER GENERATION 10 閃光☆HANABI団                                     | 閃光☆HANABI団 | 「咲くは浮世の君花火」 「BORN ON DREAM! 〜HANABI☆NIGHT〜」 | ゲーム『アイドルマスター ミリオンライブ！ シアターデイズ』関連曲               |
| 2018年7月25日  | ウマ娘 プリティーダービー ANIMATION DERBY 03 Special Record!/Find My Only Way                  | スペシャルウィーク（和氣あず未）、サイレンススズカ（高野麻里佳）、トウカイテイオー（Machico）、ウオッカ（大橋彩香）、ダイワスカーレット（木村千咲）、ゴールドシップ（上田瞳）、メジロマックイーン（大西沙織）、エルコンドルパサー（高橋未奈美）、グラスワンダー（前田玲奈）、セイウンスカイ（鬼頭明里）、キングヘイロー（佐伯伊織）、ハルウララ（首藤志奈）、シンボリルドルフ（田所あずさ）、タイキシャトル（大坪由佳）、エアグルーヴ（青木瑠璃子）、ヒシアマゾン（巽悠衣子）、フジキセキ（松井恵理子）、マルゼンスキー（Lynn）、テイエムオペラオー（徳井青空）、ビワハヤヒデ（近藤唯）、ナリタブライアン（相坂優歌）、オグリキャップ（高柳知葉）、スーパークリーク（優木かな）、タマモクロス（大空直美）、イナリワン（井上遥乃）、ウイニングチケット（渡部優衣）、メジロライアン（土師亜文）、メジロドーベル（久保田ひかり）、ナイスネイチャ（前田佳織里）、エイシンフラッシュ（藤野彩水）、マチカネフクキタル（新田ひより）、メイショウドトウ（和多田美咲） | 「うまぴょい伝説」 | テレビアニメ『ウマ娘 プリティーダービー』エンディングテーマ                    |
| 2018年7月27日  | アイドルマスター ミリオンライブ！ Blooming Clover 第3巻限定版特典CD                            | 横山奈緒（渡部優衣）、佐竹美奈子（大関英里） | 「神SUMMER!!」 | 漫画『アイドルマスター ミリオンライブ！ Blooming Clover』関連曲                |
| 2018年8月29日  | THE IDOLM@STER MILLION THE@TER GENERATION 11 UNION!!                                           | 765 MILLION ALLSTARS | 「UNION!!」 「Welcome!!」 | ゲーム『アイドルマスター ミリオンライブ！ シアターデイズ』関連曲               |
| 2018年9月26日  | THE IDOLM@STER THE@TER BOOST 01                                                                | 高坂海美（上田麗奈）、所恵美（藤井ゆきよ）、高山紗代子（駒形友梨）、豊川風花（末柄里恵）、横山奈緒（渡部優衣） | 「ビッグバンズバリボー!!!!!」 「DIAMOND DAYS」 | ゲーム『アイドルマスター ミリオンライブ！ シアターデイズ』関連曲               |
| 2018年10月13日 | 走れウマ娘/ぱかチューブっ！ですが、何か？                                                      | スペシャルウィーク（和氣あず未）、サイレンススズカ（高野麻里佳）、トウカイテイオー（Machico）、ゴールドシップ（上田瞳）、タマモクロス（大空直美）、ウイニングチケット（渡部優衣）、駿川たづな（藤井ゆきよ）、実況の赤坂さん（明坂聡美） | 「走れウマ娘」 | ゲーム『ウマ娘 プリティーダービー』関連曲                                      |
| 2019年4月26日  | THE IDOLM@STER THE@TER SOLO COLLECTION 07 PRINCESS STARS                                       | 横山奈緒（渡部優衣） | 「Dreaming!」 | ゲーム『アイドルマスター ミリオンライブ！』関連曲                              |
| 2019年7月24日  | THE IDOLM@STER MILLION THE@TER WAVE 01 Flyers!!!                                               | 765 MILLION ALLSTARS | 「Flyers!!!」 | ゲーム『アイドルマスター ミリオンライブ！ シアターデイズ』関連曲               |
| 2019年9月11日  | プロミス！リズム！パラダイス！                                                                 | ガァルマゲドン・ミ | 「し〜くれっと！ラタトゥイユ」 | Webアニメ『アイドルランドプリパラ』エンディングテーマ・挿入歌                  |
| 2019年9月11日  | プロミス！リズム！パラダイス！                                                                 | ガァルマゲドン | 「神曲！〜Gaarmage Tourism〜」 | 『プリパラ』関連曲                                                             |
| 2019年9月11日  | プロミス！リズム！パラダイス！                                                                 | PRI-Crew Friends | 「Crew-Sing! Friend-Ship♡」 | 『プリパラ』関連曲                                                             |
| 2020年3月25日  | THE IDOLM@STER MILLION THE@TER WAVE 07 Jus-2-Mint                                              | Jus-2-Mint | 「Super Duper」 「Hang In There!」 | ゲーム『アイドルマスター ミリオンライブ！ シアターデイズ』関連曲               |
| 2020年8月26日  | THE IDOLM@STER MILLION THE@TER WAVE 10 Glow Map                                                | 765 MILLION ALLSTARS | 「Glow Map」 | ゲーム『アイドルマスター ミリオンライブ！ シアターデイズ』関連曲               |
| 2021年3月17日  | ウマ娘 プリティーダービー WINNING LIVE 01                                                      | スペシャルウィーク（和氣あず未）、サイレンススズカ（高野麻里佳）、トウカイテイオー（Machico）、マルゼンスキー（Lynn）、オグリキャップ（高柳知葉）、ゴールドシップ（上田瞳）、ウオッカ（大橋彩香）、ダイワスカーレット（木村千咲）、タイキシャトル（大坪由佳）、グラスワンダー（前田玲奈）、メジロマックイーン（大西沙織）、エルコンドルパサー（髙橋ミナミ）、シンボリルドルフ（田所あずさ）、エアグルーヴ（青木瑠璃子）、マヤノトップガン（星谷美緒）、メジロライアン（土師亜文）、ライスシャワー（石見舞菜香）、アグネスタキオン（上坂すみれ）、ウイニングチケット（渡部優衣）、サクラバクシンオー（三澤紗千香）、スーパークリーク（優木かな）、ハルウララ（首藤志奈）、マチカネフクキタル（新田ひより）、ナイスネイチャ（前田佳織里）、キングヘイロー（佐伯伊織） | 「GIRLS' LEGEND U」 | ゲーム『ウマ娘 プリティーダービー』オープニングテーマ                          |
| 2021年3月17日  | ウマ娘 プリティーダービー WINNING LIVE 01                                                      | スペシャルウィーク（和氣あず未）、サイレンススズカ（高野麻里佳）、トウカイテイオー（Machico）、マルゼンスキー（Lynn）、オグリキャップ（高柳知葉）、ゴールドシップ（上田瞳）、ウオッカ（大橋彩香）、ダイワスカーレット（木村千咲）、タイキシャトル（大坪由佳）、グラスワンダー（前田玲奈）、メジロマックイーン（大西沙織）、エルコンドルパサー（髙橋ミナミ）、シンボリルドルフ（田所あずさ）、エアグルーヴ（青木瑠璃子）、マヤノトップガン（星谷美緒）、メジロライアン（土師亜文）、ライスシャワー（石見舞菜香）、アグネスタキオン（上坂すみれ）、ウイニングチケット（渡部優衣）、サクラバクシンオー（三澤紗千香）、スーパークリーク（優木かな）、ハルウララ（首藤志奈）、マチカネフクキタル（新田ひより）、ナイスネイチャ（前田佳織里）、キングヘイロー（佐伯伊織） | 「うまぴょい伝説」 | ゲーム『ウマ娘 プリティーダービー』関連曲                                      |
| 2021年3月31日  | ウマ娘 プリティーダービー ANIMATION DERBY Season 2 vol.3 Original Sound Track                  | スペシャルウィーク（和氣あず未）、サイレンススズカ（高野麻里佳）、トウカイテイオー（Machico）、ウオッカ（大橋彩香）、ダイワスカーレット（木村千咲）、ゴールドシップ（上田瞳）、メジロマックイーン（大西沙織）、シンボリルドルフ（田所あずさ）、ナイスネイチャ（前田佳織里）、ツインターボ（花井美春）、イクノディクタス（田澤茉純）、マチカネタンホイザ（遠野ひかる）、メジロパーマー（のぐちゆり）、ダイタクヘリオス（山根綺）、ミホノブルボン（長谷川育美）、ライスシャワー（石見舞菜香）、ビワハヤヒデ（近藤唯）、ナリタタイシン（渡部恵子）、ウイニングチケット （渡部優衣）、キタサンブラック（矢野妃菜喜）、サトノダイヤモンド（立花日菜）、マルゼンスキー（Lynn）、マヤノトップガン（星谷美緒）、ヒシアケボノ（松嵜麗）、エアグルーヴ（青木瑠璃子）、マチカネフクキタル（新田ひより）、メイショウドトウ（和多田美咲）、セイウンスカイ（鬼頭明里）、グラスワンダー（前田玲奈）、エルコンドルパサー（髙橋ミナミ）、サクラバクシンオー（三澤紗千香）、メジロライアン（土師亜文）、メジロドーベル（久保田ひかり）、ナリタブライアン（衣川里佳） | 「うまぴょい伝説 (TV Size)」 | テレビアニメ『ウマ娘 プリティーダービー Season 2』エンディングテーマ           |
| 2021年4月25日  | 灼けつくエール 後攻                                                                            | おいしいものクラブ | 「おかわり☆タイムリー！」 | ゲーム『八月のシンデレラナイン』関連曲                                         |
| 2021年5月22日  | THE IDOLM@STER LIVE THE@TER SOLO COLLECTION 08 Princess Stars                                  | 横山奈緒（渡部優衣） | 「Hang In There」 | ゲーム『アイドルマスター ミリオンライブ！ シアターデイズ』関連曲               |
| 2021年7月28日  | THE IDOLM@STER MILLION THE@TER SEASON Harmony 4 You                                            | 765 MILLION ALLSTARS | 「Harmony 4 You」 | ゲーム『アイドルマスター ミリオンライブ！ シアターデイズ』関連曲               |
| 2021年7月28日  | THE IDOLM@STER MILLION THE@TER SEASON Harmony 4 You                                            | プリンセススターズ | 「EVERYDAY STARS!!」 | ゲーム『アイドルマスター ミリオンライブ！ シアターデイズ』関連曲               |
| 2021年9月22日  | ウマ娘 プリティーダービー WINNING LIVE 02                                                      | ビワハヤヒデ（近藤唯）、ウイニングチケット（渡部優衣）、ナリタタイシン（渡部恵子） | 「涙ひかって明日になれ！」 | ゲーム『ウマ娘 プリティーダービー』関連曲                                      |
| 2021年9月22日  | ウマ娘 プリティーダービー WINNING LIVE 02                                                      | ダイワスカーレット（木村千咲）、グラスワンダー（前田玲奈）、テイエムオペラオー（徳井青空）、ナリタブライアン（衣川里佳）、シンボリルドルフ（田所あずさ）、エアグルーヴ（青木瑠璃子）、ビワハヤヒデ（近藤唯）、マヤノトップガン（星谷美緒）、ミホノブルボン（長谷川育美）、ウイニングチケット（渡部優衣）、カワカミプリンセス（高橋花林）、スイープトウショウ（杉浦しおり）、ナリタタイシン（渡部恵子）、ニシノフラワー（河井晴菜）、メジロドーベル（久保田ひかり） | 「うまぴょい伝説」 | ゲーム『ウマ娘 プリティーダービー』関連曲                                      |
| 2022年2月12日  | THE IDOLM@STER LIVE THE@TER SOLO COLLECTION 09 Princess Stars                                  | 横山奈緒（渡部優衣） | 「Super Duper」 | ゲーム『アイドルマスター ミリオンライブ！ シアターデイズ』関連曲               |
| 2022年2月22日  | ウマ娘 プリティーダービー Solo Vocal Tracks Vol.3 -4th EVENT SPECIAL DREAMERS!!-               | ウイニングチケット（渡部優衣） | 「涙ひかって明日になれ！（Game Size）」 | ゲーム『ウマ娘 プリティーダービー』関連曲                                      |
| 2022年2月23日  | THE IDOLM@STER MILLION THE@TER SEASON CLEVER CLOVER                                            | 横山奈緒（渡部優衣）、馬場このみ（高橋ミナミ）、秋月律子（若林直美）、木下ひなた（田村奈央）、大神環（稲川英里） | 「Clover's Cry 〜神と神降ろしの少女〜」 | ゲーム『アイドルマスター ミリオンライブ！ シアターデイズ』関連曲               |
| 2022年2月23日  | THE IDOLM@STER MILLION THE@TER SEASON CLEVER CLOVER                                            | CLEVER CLOVER | 「Shamrock Vivace」 「Harmony 4 You」 | ゲーム『アイドルマスター ミリオンライブ！ シアターデイズ』関連曲               |
| 2022年7月27日  | THE IDOLM@STER MILLION THE@TER SEASON 夢にかけるRainbow                                        | 765 MILLION ALLSTARS | 「夢にかけるRainbow」 | ゲーム『アイドルマスター ミリオンライブ！ シアターデイズ』関連曲               |
| 2022年7月27日  | THE IDOLM@STER MILLION THE@TER SEASON 夢にかけるRainbow                                        | プリンセススターズ | 「夢にかけるRainbow」 | ゲーム『アイドルマスター ミリオンライブ！ シアターデイズ』関連曲               |
| 2022年8月17日  | ウマ娘 プリティーダービー WINNING LIVE 07                                                      | スペシャルウィーク（和氣あず未）、サイレンススズカ（高野麻里佳）、ゴールドシップ（上田瞳）、メジロマックイーン（大西沙織）、ナリタブライアン（衣川里佳）、ライスシャワー（石見舞菜香）、ウイニングチケット（渡部優衣） | 「笑顔の宝物 -Beyond The Future!-」 | ゲーム『ウマ娘 プリティーダービー』関連曲                                      |
| 2022年8月17日  | ウマ娘 プリティーダービー WINNING LIVE 07                                                      | スペシャルウィーク（和氣あず未）、サイレンススズカ（高野麻里佳）、ゴールドシップ（上田瞳）、メジロマックイーン（大西沙織）、ナリタブライアン（衣川里佳）、マヤノトップガン（星谷美緒）、メジロライアン（土師亜文）、ライスシャワー（石見舞菜香）、ウイニングチケット（渡部優衣）、マーベラスサンデー（三宅麻理恵）、メジロドーベル（久保田ひかり）、メジロパーマー（のぐちゆり）、メジロアルダン（会沢紗弥）、メジロブライト（大西綺華）、サクラローレル（真野美月） | 「うまぴょい伝説」 | ゲーム『ウマ娘 プリティーダービー』関連曲                                      |
| 2022年9月28日  | THE IDOLM@STER MILLION LIVE! M@STER SPARKLE2 09                                                | 横山奈緒（渡部優衣） | 「稲妻スピリット」 | ゲーム『アイドルマスター ミリオンライブ！ シアターデイズ』関連曲               |
| 2022年9月28日  | ウマ娘 プリティーダービー WINNING LIVE 08                                                      | スペシャルウィーク（和氣あず未）、サイレンススズカ（高野麻里佳）、ゴールドシップ（上田瞳）、メジロマックイーン（大西沙織）、ナリタブライアン（衣川里佳）、ライスシャワー（石見舞菜香）、ウイニングチケット（渡部優衣） | 「Precious Star Dreamer」 | ゲーム『ウマ娘 プリティーダービー』関連曲                                      |
| 2022年9月28日  | ウマ娘 プリティーダービー WINNING LIVE 08                                                      | スペシャルウィーク（和氣あず未）、サイレンススズカ（高野麻里佳）、ゴールドシップ（上田瞳）、ウオッカ（大橋彩香）、ダイワスカーレット（木村千咲）、メジロマックイーン（大西沙織）、ナリタブライアン（衣川里佳）、マヤノトップガン（星谷美緒）、ライスシャワー（石見舞菜香）、ウイニングチケット（渡部優衣）、スマートファルコン（大和田仁美）、ダイタクヘリオス（山根綺）、サクラローレル（真野美月）、ヤマニンゼファー（今泉りおな）、ダイイチルビー（礒部花凜）、アストンマーチャン（井上ほの花）、ケイエスミラクル（佐藤日向）、コパノリッキー（稲垣好）、ホッコータルマエ（菊池紗矢香）、ワンダーアキュート（須藤叶希） | 「うまぴょい伝説」 | ゲーム『ウマ娘 プリティーダービー』関連曲                                      |
| 2022年10月4日  | ウマ娘 プリティーダービー Solo Vocal Tracks Vol.5 －4th EVENT SPECIAL DREAMERS!! EXTRA STAGE－ | ウイニングチケット（渡部優衣） | 「We are DREAMERS!!（Game Size）」 「笑顔の宝物 -Beyond The Future!-（Game Size）」 | ゲーム『ウマ娘 プリティーダービー』関連曲                                      |
| 2022年12月14日 | THE IDOLM@STER MILLION THE@TER VARIETY 02                                                      | 765 MILLION ALLSTARS | 「Brand New Theater! 〜Brand New Year Ver.〜」 | ゲーム『アイドルマスター ミリオンライブ！ シアターデイズ』関連曲               |
| 2023年1月14日  | THE IDOLM@STER LIVE THE@TER SOLO COLLECTION 11 Princess Stars                                  | 横山奈緒（渡部優衣） | 「咲くは浮世の君花火」 | ゲーム『アイドルマスター ミリオンライブ！ シアターデイズ』関連曲               |
| 2023年3月23日  | THE IDOLM@STER 765 MILLION ALLSTARS BEST                                                       | 765 MILLION ALLSTARS | 「Thank You!（765 MILLION ALLSTARS ver.）」 「夢にかけるRainbow（Brand New Ver.）」 「Crossing!」 | ゲーム『アイドルマスター ミリオンライブ！ シアターデイズ』関連曲               |
| 2023年3月23日  | THE IDOLM@STER LIVE THE@TER BEST                                                               | Sunshine Rhythm | 「サンリズム・オーケストラ♪（Brand New Ver.）」 | ゲーム『アイドルマスター ミリオンライブ！ シアターデイズ』関連曲               |
| 2023年3月29日  | アニメ『うまゆる』アルバム                                                                     | グラスワンダー（前田玲奈）、テイエムオペラオー（徳井青空）、ユキノビジン（山本希望）、ウイニングチケット（渡部優衣）、ナリタタイシン（渡部恵子） | 「うまゆるラップでプチョヘンザ」 | Webアニメ『うまゆる』劇中歌                                                    |
| 2023年3月29日  | アニメ『うまゆる』アルバム                                                                     | グラスワンダー（前田玲奈）、テイエムオペラオー（徳井青空）、ユキノビジン（山本希望）、ウイニングチケット（渡部優衣）、ナリタタイシン（渡部恵子） | 「#ウマRAP」 | Webアニメ『うまゆる』エンディングテーマ                                        |
| 2023年3月29日  | アニメ『うまゆる』アルバム                                                                     | スペシャルウィーク（和氣あず未）、サイレンススズカ（高野麻里佳）、トウカイテイオー（Machico）、マルゼンスキー（Lynn）、オグリキャップ（高柳知葉）、ゴールドシップ（上田瞳）、ウオッカ（大橋彩香）、ダイワスカーレット（木村千咲）、グラスワンダー（前田玲奈）、メジロマックイーン（大西沙織）、エルコンドルパサー（髙橋ミナミ）、テイエムオペラオー（徳井青空）、シンボリルドルフ（田所あずさ）、エアグルーヴ（青木瑠璃子）、アグネスデジタル（鈴木みのり）、セイウンスカイ（鬼頭明里）、ファインモーション（橋本ちなみ）、マヤノトップガン（星谷美緒）、ユキノビジン（山本希望）、アグネスタキオン（上坂すみれ）、イナリワン（井上遥乃）、ウイニングチケット（渡部優衣）、エアシャカール（津田美波）、トーセンジョーダン（鈴木絵理）、ナカヤマフェスタ（下地紫野）、ナリタタイシン（渡部恵子）、ハルウララ（首藤志奈）、マチカネフクキタル（新田ひより）、メイショウドトウ（和多田美咲）、キングヘイロー（佐伯伊織）、マチカネタンホイザ（遠野ひかる）、ダイタクヘリオス（山根綺）、ツインターボ（花井美春）、シリウスシンボリ（ファイルーズあい）、ツルマルツヨシ（青山吉能）、シンボリクリスエス（春川芽生）、タニノギムレット（松岡美里）、ハッピーミーク（吉咲みゆ） | 「うまぴょい伝説（Game Size）」 | Webアニメ『うまゆる』エンディングテーマ                                        |
| 2023年4月22日  | THE IDOLM@STER LIVE THE@TER SOLO COLLECTION 12 Princess Stars                                  | 横山奈緒（渡部優衣） | 「BORN ON DREAM! ～HANABI☆NIGHT～」 | ゲーム『アイドルマスター ミリオンライブ！ シアターデイズ』関連曲               |
| 2023年7月26日  | THE IDOLM@STER MILLION LIVE! グッドサイン                                                      | 765 MILLION ALLSTARS | 「グッドサイン」 | ゲーム『アイドルマスター ミリオンライブ！ シアターデイズ』関連曲               |
| 2023年7月26日  | THE IDOLM@STER MILLION LIVE! グッドサイン                                                      | プリンセススターズ | 「グッドサイン」 | ゲーム『アイドルマスター ミリオンライブ！ シアターデイズ』関連曲               |
| 2023年8月23日  | THE IDOLM@STER MILLION ANIMATION THE@TER『Rat A Tat!!!』                                       | MILLIONSTARS | 「Rat A Tat!!!」 | テレビアニメ『アイドルマスター ミリオンライブ！』オープニングテーマ            |
| 2023年8月23日  | THE IDOLM@STER MILLION ANIMATION THE@TER『Rat A Tat!!!』                                       | MILLIONSTARS | 「セブンカウント」 | テレビアニメ『アイドルマスター ミリオンライブ！』イメージソング                |
| 2023年9月16日  | ウマ娘 プリティーダービー Solo Vocal Tracks Vol.7 5th EVENT ARENA TOUR GO BEYOND -GAZE-        | ウイニングチケット（渡部優衣） | 「Gaze on Me!（Game Size）」 「Ms. VICTORIA（Game Size）」 「DRAMATIC JOURNEY（Game Size）」 | ゲーム『ウマ娘 プリティーダービー』関連曲                                      |
| 2023年9月20日  | THE IDOLM@STER MILLION ANIMATION THE@TER MILLIONSTARS Team4th『catch my feeling』              | MILLIONSTARS Team4th | 「catch my feeling」 | テレビアニメ『アイドルマスター ミリオンライブ！』挿入歌                        |
| 2023年9月27日  | THE IDOLM@STER MILLION THE@TER VARIETY 04                                                      | 我那覇響（沼倉愛美）、横山奈緒（渡部優衣）、高坂海美（上田麗奈）、真壁瑞希（阿部里果）、宮尾美也（桐谷蝶々） | 「夢みがちBride」 | ゲーム『アイドルマスター ミリオンライブ！ シアターデイズ』関連曲               |
| 2024年2月21日  | THE IDOLM@STER MILLION ANIMATION THE@TER START THE DREAM                                       | 豊川風花（末柄里恵）、望月杏奈（夏川椎菜）、横山奈緒（渡部優衣） | 「Sentimental Venus」 | テレビアニメ『アイドルマスター ミリオンライブ！』挿入歌                        |
| 2024年2月21日  | THE IDOLM@STER MILLION ANIMATION THE@TER START THE DREAM                                       | MILLIONSTARS | 「REFRAIN REL@TION」 「Brand New Theater!」 | テレビアニメ『アイドルマスター ミリオンライブ！』挿入歌                        |
| 2024年2月21日  | THE IDOLM@STER MILLION ANIMATION THE@TER START THE DREAM                                       | MILLIONSTARS | 「Thank You!（Acoustic ver.）」 | テレビアニメ『アイドルマスター ミリオンライブ！』挿入歌                        |
| 2024年2月23日  | アイドルマスター ミリオンライブ！ BD 特装版第2巻 特典CD                                        | MILLIONSTARS Team4th | 「Rat A Tat!!!」 | テレビアニメ『アイドルマスター ミリオンライブ！』関連曲                        |
| 2024年2月24日  | THE IDOLM@STER LIVE THE@TER SOLO COLLECTION 「REFRAIN REL@TION」 Princess Stars                | 横山奈緒（渡部優衣） | 「REFRAIN REL@TION」 | テレビアニメ『アイドルマスター ミリオンライブ！』関連曲                        |
| 2024年3月20日  | THE IDOLM@STER MILLION THE@TER VARIETY 05                                                      | 横山奈緒（渡部優衣） | 「夢みがちBride」 | ゲーム『アイドルマスター ミリオンライブ！ シアターデイズ』関連曲               |
| 2024年4月17日  | ウマ娘 プリティーダービー WINNING LIVE 18                                                      | メジロライアン（土師亜文）、アイネスフウジン（長江里加）、ウイニングチケット（渡部優衣）、トーセンジョーダン（鈴木絵理）、ビコーペガサス（田中あいみ）、イクノディクタス（田澤茉純）、ヤエノムテキ（日原あゆみ）、ナリタトップロード（中村カンナ）、ワンダーアキュート（須藤叶希）、ドゥラメンテ（秋奈） | 「爆熱マイソウル」 | ゲーム『ウマ娘 プリティーダービー』関連曲                                      |
| 2024年4月17日  | ウマ娘 プリティーダービー WINNING LIVE 18                                                      | メジロライアン（土師亜文）、アイネスフウジン（長江里加）、ウイニングチケット（渡部優衣）、トーセンジョーダン（鈴木絵理）、ビコーペガサス（田中あいみ）、イクノディクタス（田澤茉純）、ヤエノムテキ（日原あゆみ）、ナリタトップロード（中村カンナ）、ワンダーアキュート（須藤叶希）、ドゥラメンテ（秋奈）、ラインクラフト（小島菜々恵）、シーザリオ（佐藤榛夏）、エアメサイア（根本優奈）、デアリングハート（希水しお） | 「うまぴょい伝説」 | ゲーム『ウマ娘 プリティーダービー』関連曲                                      |
| 2024年7月31日  | THE IDOLM@STER MILLION LIVE! 7Days A Week!!                                                    | 765 MILLION ALLSTARS | 「7Days A Week!!」 「DIAMOND DAYS」 | ゲーム『アイドルマスター ミリオンライブ！ シアターデイズ』関連曲               |
| 2024年7月31日  | THE IDOLM@STER LIVE THE@TER SOLO COLLECTION 「DIAMOND DAYS」 PRINCESS STARS                    | 横山奈緒（渡部優衣） | 「DIAMOND DAYS」 | ゲーム『アイドルマスター ミリオンライブ！ シアターデイズ』関連曲               |
| 2024年11月27日 | THE IDOLM@STER MILLION MOVEMENT OF STARDOM ROAD 05 未完成のポラリス                            | 宮尾美也（桐谷蝶々）、望月杏奈（夏川椎菜）、舞浜 歩（戸田めぐみ）、横山奈緒（渡部優衣） | 「未完成のポラリス」 | ゲーム『アイドルマスター ミリオンライブ！ シアターデイズ』関連曲               |

### その他参加楽曲
| 発売日        | 商品名                                       | 歌                      | 楽曲                                                 | 備考                                         |
| ------------- | -------------------------------------------- | ----------------------- | ---------------------------------------------------- | -------------------------------------------- |
| 2012年11月7日 | ちとせげっちゅ!!                             | 渡部優衣 feat. ぱぷりか | 「恋をインストール」                                 | テレビアニメ『ちとせげっちゅ!!』関連曲       |
| 2013年3月29日 | 没落貴族のためのてーきゅう                   | 渡部優衣                | 「没落貴族のためのてーきゅう」                       | テレビアニメ『てーきゅう』オープニングテーマ |
| 2013年11月4日 | 君に伝われ Wonderful JAPAN!/Romantic Journey | タビカレガールズ        | 「君に伝われ Wonderful JAPAN!」 「Romantic Journey」 | 『タビカレ』PRソング                         |